# Franz Gruener
Franz Josef Maria Gruener (* 24. November 1879 in Krems an der Donau, Österreich-Ungarn; † 25. Juni 1953 in Innsbruck) war ein österreichischer Politiker (SPÖ) und Schriftsteller.

## Leben
Franz Gruener wuchs zunächst in Krems heran, wo er im Jahr 1898 am dortigen Gymnasium maturierte. Zunächst studierte Gruener Rechtswissenschaften an der Universität Wien, wo er 1898 Mitglied der Burschenschaft Markomannia Wien wurde, und zuletzt an der Universität Innsbruck, an welcher er 1906 seine Promotion ablegte. Ein Jahr später, 1907, trat er in die Sozialdemokratische Arbeiterpartei ein.
1909 arbeitete Gruener als Konzipient in Bruneck im heutigen Südtirol.
Im Ersten Weltkrieg kämpfte Gruener zunächst an der Ostfront und zuletzt im Gebirgskrieg in den Dolomiten. 1919 bemühte sich Gruener als Delegierter bei den Verhandlungen um den Vertrag von Saint-Germain vergeblich um einen Verbleib Südtirols bei Österreich. Im selben Jahr wurde Gruener unter Landeshauptmann Josef Schraffl dessen Landeshauptmann-Stellvertreter von Tirol. Er war es bis 1928.
Im Dezember 1920 wurde Gruener Mitglied des Bundesrats in Wien. Seine erste Periode als Bundesrat dauerte bis Dezember 1926. Nach zweimonatiger Unterbrechung zog er im Februar 1927 erneut in die österreichische Länderkammer ein. Nach nur vier Monaten schied Gruener im Juni 1927 erneut aus dem Bundesrat aus.
Gruener zählte zu einem kontroversen Sozialdemokraten, der entgegen der Parteiphilosophie in Tirol zu einem reichen Mann zählte und als Großgrundbesitzer gelten konnte. Unter anderem hatte er im Jahr 1925 das Schloss Itter erworben. Im Januar 1928 trat er wegen anhaltender Kritik aus der Sozialdemokratischen Partei aus.
1929 zog sich Gruener aus allen politischen Funktionen ins Privatleben zurück. Er widmete seine Zeit überwiegend dem Schreiben von Büchern. Sein Augenmerk galt Heimatliteratur oder Volksstücken. Dennoch konnte Gruener von seinen Schriften kaum leben, so dass er in den 1930er Jahren verarmte. 1934 musste er große Teile seiner Kunstsammlung wie auch seiner Bibliothek versteigern.
1942, nach dem Anschluss Österreichs, hatte kurzzeitig der Verein „Deutscher Bund zur Bekämpfung der Tabakgefahren“ ein Bestandsrecht am Schloss. 1943 übernahm die SS die Kontrolle über Schloss Itter und machte es zu einer Außenstelle des KZ Dachau. Im Schloss waren hochrangige französische Politiker (Ministerpräsident Paul Reynaud, Außenminister Édouard Daladier u. a.) und Generäle (Maxime Weygand, Maurice Gamelin u. a.) inhaftiert. Gruener musste in dieser Zeit Itter verlassen und zog nach Salzburg, wo er in einer kleinen Wohnung sein Zuhause fand. Nach dem Krieg veräußerte Gruener seinen Itterer Besitz.
Er starb im Juni 1953 in Innsbruck.

## Quelle und weiterführender Link
- Franz Josef Maria Gruener – Biographie und Liste seiner Literatur